# Exotic Birds and Fruit
Exotic Birds and Fruit è l'ottavo album dei Procol Harum, pubblicato nel 1974.

## Tracce
1. Nothing But The Truth
2. Beyond The Pale
3. As Strong as Samson
4. The Idol
5. The Thin End of The Wedge
6. Monsieur R. Monde
7. Fresh Fruit
8. Butterfly Boys
9. New Lamps For Old
10. Drunk again

## Formazione
- Chris Copping - organo
- Alan Cartwright - basso
- B.J. Wilson - batteria
- Mick Grabham - chitarra
- Gary Brooker - pianoforte e voce
- Keith Reid - testi
- BJ Cole - chitarra